# 雨のち晴れ/ショコラ
「雨のち晴れ/ショコラ」（あめのちはれ/ショコラ）は、日本のロックバンドである安全地帯の楽曲。
2003年9月18日にSony Music Recordsから26枚目のシングルとして両A面でリリースされた。前作「反省/あの頃へ」（2002年）よりおよそ9か月ぶりにリリースされたシングルであり、作詞は黒須チヒロ、作曲は玉置浩二、編曲は安全地帯および星勝が担当している。
本作は10枚目のアルバム『安全地帯X〜雨のち晴れ〜』（2003年）からの先行シングルとしてリリースされた。「雨のち晴れ」は軽快なテンポのポップ・ソングであり、「ショコラ」はしっとりとしたバラード・ソングとなっている。「ショコラ」は江崎グリコ「アーモンドチョコレート」のコマーシャルソングとして使用され、シングル盤はオリコンシングルチャートでは最高位40位となった。
アルバム『安全地帯X〜雨のち晴れ〜』リリース後、同作を受けたコンサートツアー実施後に安全地帯は再び活動休止となったため、シングル「蒼いバラ/ワインレッドの心」（2010年）リリースによる活動再開まで6年半の休止期間を設けることとなった。また、Sony Music Recordsからのシングルリリースは本作が最後となった。

## 背景
2002年7月10日にシングル「出逢い」をリリースし、およそ10年ぶりに活動再開した安全地帯は、8月7日に9枚目となるアルバム『安全地帯IX』をリリースした。その後「安全地帯コンサートツアー2002」と題したコンサートツアーを同年9月5日の神奈川県立県民ホールから12月18日の名古屋市民会館 大ホールまで31都市全41公演に及んで実施。しかし前年に交通事故により腕を負傷していた武沢豊はツアーへの参加を断念し、武沢を除いた4名に安藤さと子、カルロス菅野を加えた変則的な編成でツアーが実施される事になった。
2003年に入り、玉置はNHK総合テレビドラマ『盲導犬クイールの一生』（2003年）に出演、6月16日から7月28日まで全7回が放送された。玉置の連続テレビドラマへの出演は、フジテレビ系木曜劇場『こんな恋のはなし』（1997年）以来、約6年振りとなった。

## 制作
シングル収録曲である2曲について、作詞は前作まで安全地帯の多くの楽曲の作詞を担当していた松井五郎ではなく、当時MISIAなどを手掛けていた黒須チヒロが担当する事となった。松井は「安全地帯を終わらせるというと変だけど、ひとつの節目を作りたかったのかもしれない」と述べており、アルバム『安全地帯IX』で一つの節目を付けた感覚があったために次作となる『安全地帯X〜雨のち晴れ〜』（2003年）には不参加となった。また黒須の起用に関しては、かつてRCサクセションのアルバム『シングル・マン』（1976年）の再リリースを目指して「シングル・マン再発売実行委員会」を発足させた音楽評論家の吉見佑子がプロデューサーである金子章平に黒須を紹介した事が切っ掛けとなった。

## 音楽性と歌詞
「雨のち晴れ」に関して音楽情報サイト『CDジャーナル』では、当時しっとりとしたバラードのリリースが続いていた玉置であったが、本作では久しぶりにアップテンポの楽曲となったことに触れた上で、玉置のボーカルの力量や安全地帯メンバーによるバック演奏を好意的に評価した上で「スカッと晴れわたる青空のように爽快だ」と表現した。また、官能的なバラードに定評がある玉置であるが、安全地帯のバンドとしての一体感が表現された軽快なテンポの本作が「心地良い」と述べたほか、「何かが始まりそうな予感にあふれた、勢いみなぎるポップ・ソング。攻めることを忘れない強い姿勢がたまらない」と総括した。
ベスト・アルバム『ALL TIME BEST』（2017年）の楽曲解説では、作詞担当が松井から黒須に変更になったことについて、大きな変化でありながらも進化に変えていると主張し、「黒須の言葉が持つリズムが、ベテランバンドのまた新たな一面を引き出している」と表記している。同解説ではアルバム『安全地帯X〜雨のち晴れ〜』収録曲がバラエティに富んだ音楽性を持ち聴き心地の良い楽曲が多い中で、本作は「希望と爽やかさに溢れた軽快なロックナンバー」であり、メンバーが草野球に興じるミュージック・ビデオが制作されたことを表記している。
「ショコラ」に関して『CDジャーナル』では、「大人味のほろ苦いバラード」と表現している。ベスト・アルバム『ALL TIME BEST』の楽曲解説では、「雨のち晴れ」と「対極をなすバラード」であると位置づけた上で、玉置による美しいファルセットを聴くことができると表記している。

## リリース、メディアでの使用、チャート成績
本作は2003年9月18日にSony Music RecordsからマキシシングルとしてCCCD規格でリリースされた。収録曲である「ショコラ」は江崎グリコ「アーモンドチョコレート」のコマーシャルソングとして使用された。2004年7月7日にはCCCDとCD-DAの2形態で再リリースされた。
本作はオリコンシングルチャートにて最高位40位の登場週数4回となり、売り上げ枚数は0.6万枚となった。

## アートワーク
ベスト・アルバム『ALL TIME BEST』の楽曲解説では、かつてはスーツや黒い服を着用しクールなイメージで売り出していた安全地帯であったが、シングル盤ジャケットや両曲が収録されたアルバム『安全地帯X〜雨のち晴れ〜』でのアートワークも含めて、カラフルでラフな雰囲気のものに変化し、笑顔のショットが多いことを指摘している。また、シングルカットされた2曲を含め、同アルバムの収録曲に関して「落ち着いた、柔らかさの中に大人の色香を感じさせてくれる楽曲が並んでいる」と表記している。

## カバー
「ショコラ」
- 青田典子 - ミニ・アルバム『柑橘系』（2022年）に収録[11]。

## シングル収録曲
| 全作詞: 黒須チヒロ、全作曲: 玉置浩二、全編曲: 安全地帯、星勝。 |                                      |            |            |      |
| #                                                              | タイトル                             | 作詞       | 作曲・編曲 | 時間 |
| 1.                                                             | 「雨のち晴れ」                       | 黒須チヒロ | 玉置浩二   | 3:31 |
| 2.                                                             | 「ショコラ」                         | 黒須チヒロ | 玉置浩二   | 4:00 |
| 3.                                                             | 「雨のち晴れ」(オリジナル・カラオケ) | 黒須チヒロ | 玉置浩二   | 3:31 |
| 4.                                                             | 「ショコラ」(オリジナル・カラオケ)   | 黒須チヒロ | 玉置浩二   | 3:57 |
| 合計時間:                                                      | 合計時間:                            | 14:59      |            |      |

## リリース履歴
| No. | 日付          | レーベル                       | 規格                   | 規格品番            | 最高順位 | 備考 |
| --- | ------------- | ------------------------------ | ---------------------- | ------------------- | -------- | ---- |
| 1   | 2003年9月18日 | Sony Music Records             | CCCD                   | SRCL-5604           | 40位     |      |
| 2   | 2004年7月7日  | Sony Music Records             | CCCD CD-DA             | SRCL-5789 SRCL-6090 | -        |      |
| 3   | 2013年9月25日 | ソニー・ミュージックダイレクト | デジタル・ダウンロード | -                   | -        |      |

## 収録アルバム
「雨のち晴れ」
- 『安全地帯X〜雨のち晴れ〜』（2003年）
- 『GOLDEN☆BEST　玉置浩二 1993-2007』（2011年）
- 『ALL TIME BEST』（2017年）

「ショコラ」
- 『安全地帯X〜雨のち晴れ〜』（2003年）
- 『GOLDEN☆BEST　玉置浩二 1993-2007』（2011年）
- 『ALL TIME BEST』（2017年）